# Окаёмово
Окаёмово — деревня в Сергиево-Посадском районе Московской области, в составе муниципального образования Сельское поселение Шеметовское (до 29 ноября 2006 года входила в состав Закубежского сельского округа). Деревня связана автобусным сообщением с райцентром и соседними населёнными пунктами.

## Население
| 2002 | 2006 | 2010 |
| ---- | ---- | ---- |
| 10   | ↘8   | →8   |

## География
Окаёмово расположено примерно в 47 км (по шоссе) на северо-запад от Сергиева Посада, на безымянном ручье, притоке реки Дубны, высота центра деревни над уровнем моря — 133 м.